# Ryon d'Anzex
Ryon d'Anzex (né le 4 janvier 1983) est un étalon Anglo-arabe français de robe alezane, monté en saut d'obstacles par le cavalier espagnol Fernando Fourcade (en). Il participe aux Championnats d'Europe de saut d'obstacles 1993 et aux Jeux équestres mondiaux de 1994. 

## Histoire
Il naît le 4 janvier 1983, selon les données de l'Institut français du cheval et de l'équitation (IFCE) à l'élevage de Jean-Luc Frezier, situé depuis 2006 à Dolmayrac. Au moment de sa naissance, cet élevage était situé à Anzex, une commune située dans le même département (Lot-et-Garonne).
C’est le cavalier breton Bruno Rocuet qui le repère. Ce dernier persuade François Leiser d’acquérir le jeune Anglo-arabe.
Vendu à la communauté San Patrignano, Ryon d’Anzex est ensuite monté par le cavalier espagnol Fernando Fourcade (en), qui l’amène au plus haut niveau.
Il meurt en septembre 2011, des suites d'un problème respiratoire.

## Description
Ryon d'Anzex est un étalon de robe alezane, inscrit au stud-book de l'Anglo-arabe français,. Il mesure 1,62 m à l'âge de treize ans.

## Palmarès
Il atteint un indice de saut d’obstacles (ISO) de 165 en 1990, lorsqu’il arrive en finale du national pour jeunes chevaux de saut d’obstacles de six ans.
Il décroche une médaille de bronze par équipes aux Championnats d'Europe de saut d'obstacles 1993. Il participe ensuite aux Jeux équestres mondiaux de 1994.

## Origines
C'est un fils de l'étalon Anglo-arabe Massondo,,. Sa mère Hera B est une fille de l'étalon Anglo-arabe français Dandy du Verger,,.

## Descendance
Il est notamment le père de l'étalon Jarnac.